# Pavel Ploc
Pavel Ploc, češkoslovaški smučarski skakalec in politik, * 15. junij 1964, Liberec, Češkoslovaška, sedaj Češka. 
V svetovnem pokalu je nastopal od leta 1982 do 1991.
Leta 1983 je na poletih v Planici postavil nov svetovni rekord (181 m), ki pa je zdržal samo eno leto. Na olimpijskih igrah je osvojil dve medalji - bronasto na veliki skakalnici v Sarajevu in srebrno na mali skakalnici. Na svetovnih prvenstvih je osvojil dve bronasti ekipni medalji na veliki skakalnici (1984, 1989).
Vskupnem seštevku svetovnega pokala je bil enkrat drugi (1987/88) in enkrat tretji (1983/84).

## Dosežki

### Zmage
Pavel Ploc je v svetovnem pokalu dosegel 10 zmag:
| Sezona  | Država/Prizorišče        |
| ------- | ------------------------ |
| 1982/83 | Harrachov                |
| 1983/84 | Lillehammer              |
| 1983/84 | Planica                  |
| 1985/86 | Garmisch - Partenkirchen |
| 1987/88 | Lake Placid              |
| 1987/88 | Lake Placid              |
| 1987/88 | Oberstdorf               |
| 1987/88 | Gstaad                   |
| 1987/88 | Trondheim                |
| 1988/89 | Liberec                  |
| 1982/83 | Sollftea                 |